# Sinú, río de pasiones
Sinú, río de pasiones, é uma telenovela colombiana produzida em 18 de janeiro de 2016 por Caracol Televisión.   É estrelado por Natalia Jerez, Mario Espitia, Jacqueline Arenall, Carlos Enrique Almirante e Jorge Cao 

## Elenco
- Natalia Jerez, como Lina María Henao
- Mario Espitia, como Cristian Dangond
- Carlos Enrique Almirante, como Felipe Guerra
- Diana Hoyos, como Leonilde Amador
- Jacqueline Arenal, como  Sonia Mascote
- Sofía Araujo, como Elizabeth Puello
- Abel Rodríguez, como Anibal Dangond
- Jorge Cao, como Carlos Puello   "El Mago"
- Myriam de Lourdes, como Claudia Escamilla
- Ricardo Mejía, como Marcos Galarza
- Katherine Castrillón, como Liz Cruz
- José Narváez, como José Díaz Granados
- Luis Eduardo Motoa, como Gerardo Henao
- Jorge Enrique Abello, como Coronel Arteaga
- Fernando Solórzano, como Miguel Ortega
- Raúl Gutiérrez, como Ortiz
- Juliana Galvis, como  Luisa
- John Mario Rivera, como El Propio
- Ricardo Vélez, como  Botero
- John Bolívar, como  Harald
- Zulma Rey, como Noiva de Nero)
- Walter Luengas, como Buen Día
- Víctor Hugo Morant, como Advogado de Ortega)
- Gabriel Ochoa, como Mauricio
- Eibar Gutiérrez, como Pacheco
- Lucho Velasco, como  Tenente Núnes
- Girolly Gutiérrez, como Peláez
- David Noreña, como Fiscal
- Víctor Cifuentes, como Juiz
- Santiago Bejarano, como Médico especialista
- Linda Baldrich, como Elsa Mogollón'
- Gerardo Calero, como Dr. Samper
- Jaime Serrano, como Socio de Marcos
- Luis Fernando Patiño, como Kabrald
- Nacho Hijuelos, como Comandante
- Luis Fernando Gil, como Lorenzo
- Néstor Alfonso Rojas, como Socio de Ortiz
- Tatiana Jauregui, como Médico especialista
- Julio Correal, como Capataz Misael/Garçón
- Fernando de la Pava, como Advogado de Ortiz)
- José Fernando de la Pava Correa, como Detetive